# Magnus Volk

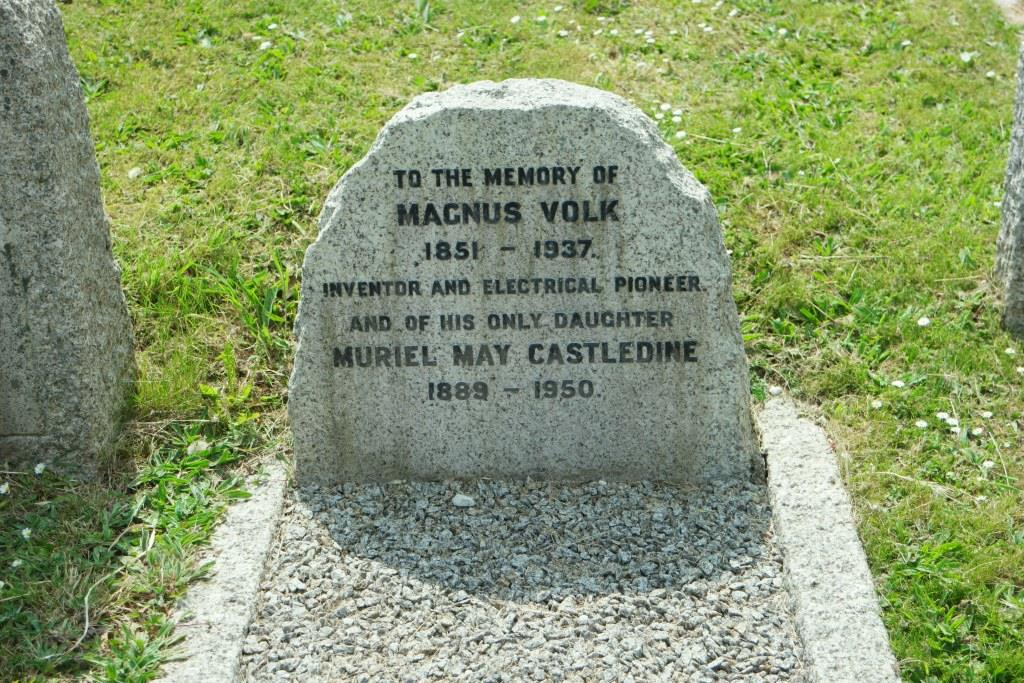
Grab von Magnus Volk in Ovingdean, East Sussex

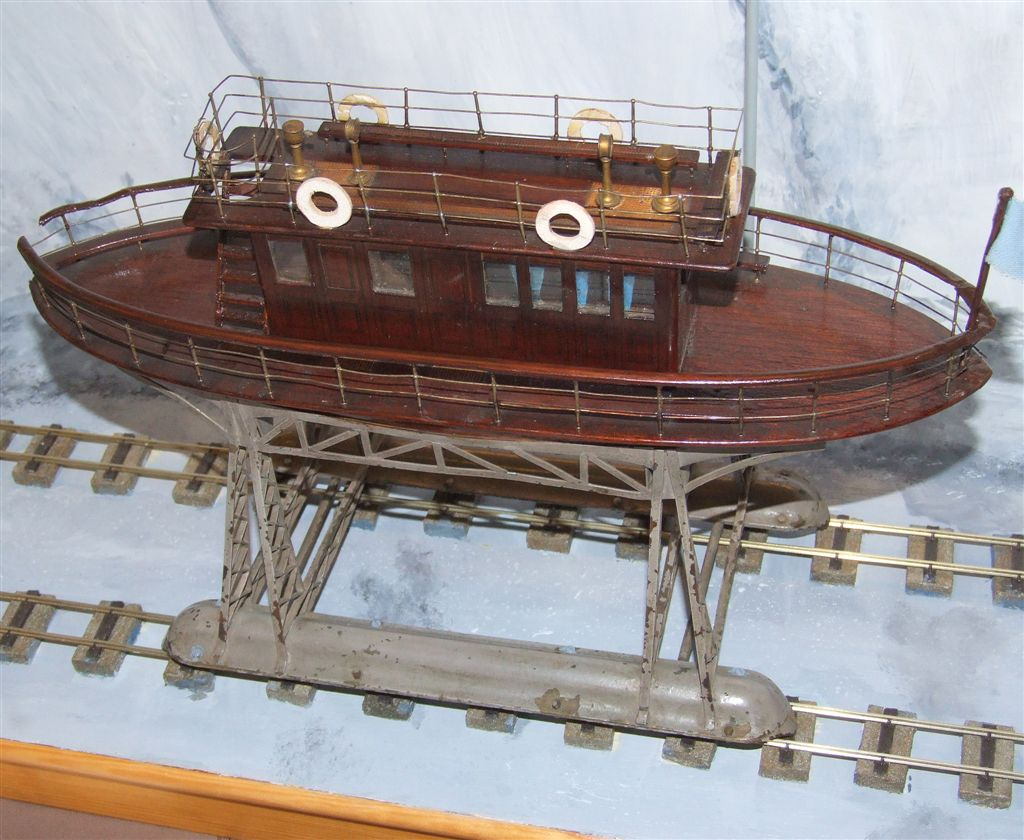
Eigenentwurf bzw. Modell des Daddy Long Legs durch Magnus Volk

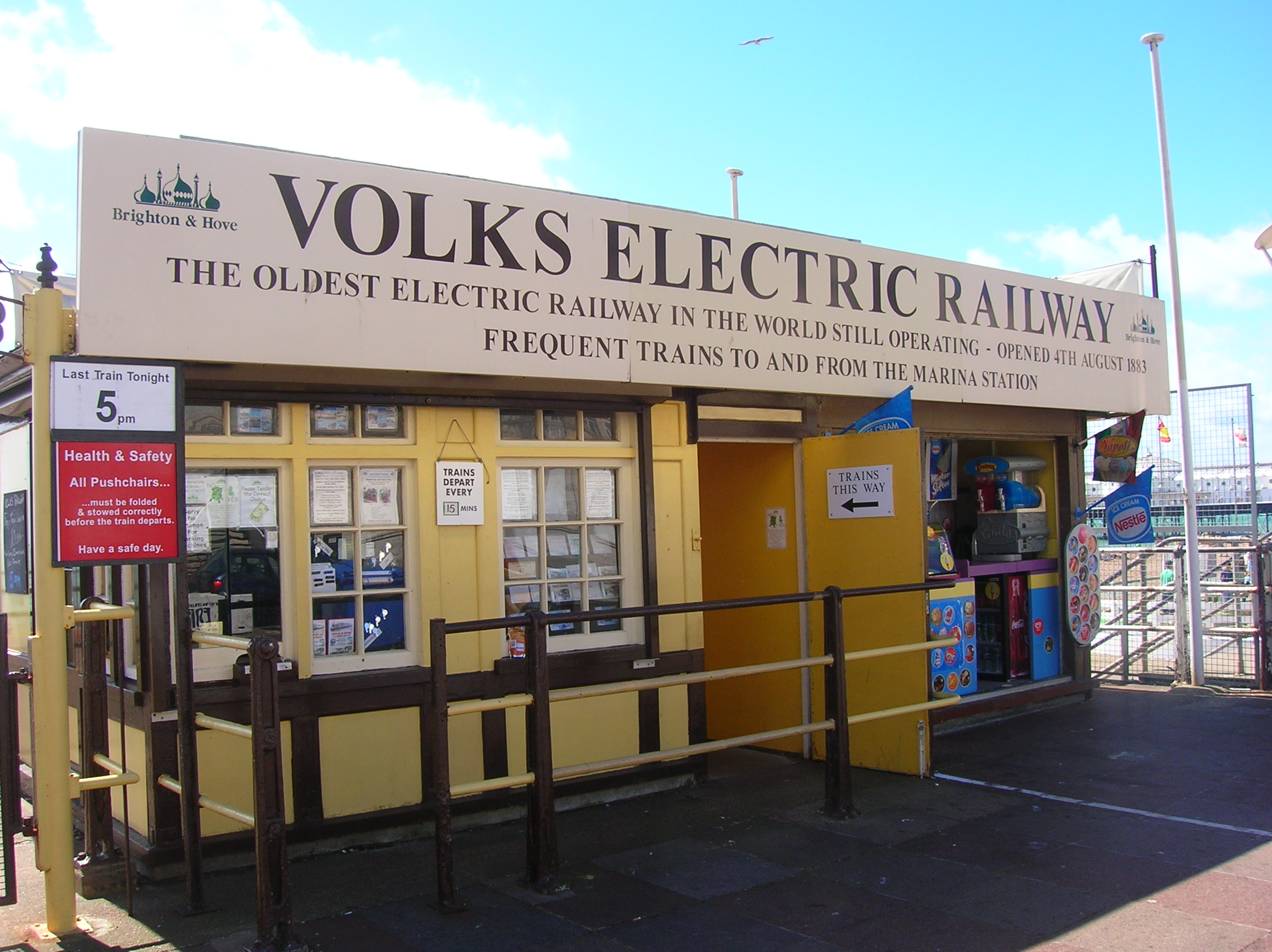
Die Volk’s Electric Railway benannt nach dem Erbauer Magnus Volk

Magnus Volk (* 19. Oktober 1851 in Brighton; † 20. Mai 1937 ebenda) war ein britischer Pionier der Elektrotechnik.
Seine wichtigste Arbeit ist die nach ihm benannte Volk’s Electric Railway in Brighton, die weltweit älteste erhaltene elektrische Eisenbahn. Er baute auch die einzigartige, aber nur kurz betriebene Brighton and Rottingdean Seashore Electric Railway zusammen mit dem ungewöhnlichen Fahrzeug Daddy Long Legs. Im Jahre 1887 erregte er in Brighton einiges Aufsehen durch den Bau eines dreirädrigen Elektroautos, angetrieben durch einen Immisch-Motor. Im Jahr 1888 baute er ein weiteres Elektroauto, diesmal, einen vierrädrigen Wagen im Auftrag des Sultan der Türkei.
Magnus Volk war der Sohn eines deutschen Uhrmachers. Er lebte in der Dyke Road Nr. 38 in Brighton. Am 8. April 1879 heiratete er Anna Banfield in Burgess Hill. George Herbert Volk, sein zweiter Sohn, gilt als Pionier des Baus von Wasserflugzeugen, während ein anderer Sohn, Conrad Volk, eine Biographie seines Vaters schrieb. Sein Urenkel ist der Musiker Joe Volk.
Magnus Volk wurde auf dem Friedhof der Kirche St. Wulfran in Brighton-Ovingdean begraben.

## Bibliographie
- Conrad Volk: Magnus Volk of Brighton. London und Chichester: Phillimore, 1971.